# 107-es busz (Pécs, 1985–2011)
Az egykori pécsi 107-es jelzésű autóbusz Megyer és a Belváros kapcsolatát látta el reggelente illetve délutánonként, kiegészítő gyorsjáratként. A délelőttönként odafele, délutánonként visszafele érintett 3 forgalmas megyeri megállót, illetve megállt 4 belvárosi megállóban. Útvonala hasonló volt a 7-eséhez. A járat 27 perc alatt tette meg a 11,2 km-es kört.

## Története
1985-ben indult el először a 47-es (ma 7-es) járat gyorsjárataként 147-es jelzéssel. A Nevelési Központtól indult, és csak a mai Aidinger János úti (korábban Lila ABC), és Maléter Pál út II. (korábban Egri Gyula utca vagy Siklósi utca) nevű megállókban álltak meg (délelőtt csak odafele, délután csak visszafele). A Belvárosban a többi gyorsjárathoz hasonlóan délelőtt csak a távolsági autóbusz-állomásnál, a mai Árkád (korábban Konzum Áruház) és a Zsolnay-szobor megállókban állt meg, délután a Konzum Áruház, Zsolnay-szobor és Főpályaudvar megállókban.
1987. január 1-jétől új számozási rendszer keretén belül kapta máig is érvényes 107-es jelzését.
1995-ig délelőtt és délután is közlekedtek, eltérő menetrenddel, 1995-től, a 162-es járat bevezetésétől kezdve csak délután. Később újra közlekedett délelőtt és délután is, a 162-essel felváltva, 2002-ben délelőtt 10, délután 15 járat közlekedett, és megállt a Sztárai Mihály (korábban Aidinger János) úti megállóban, valamint délelőtt is a Főpályaudvarnál is.
2006. szeptember 1-jétől a járat végállomása megváltozott, az összevont megyeri végállomásra került, amely a Sztárai Mihály úton található, és a Bőrgyár megállóban is megállt.
A 71-es busz bevezetésével egyben visszaszorult a jelentősége 2010-ben már csak mindössze délelőtti 2 járat járt. 2011. június 15-én a nagyarányú menetrendritkítás következtében megszűnt.

## Útvonala
| Délelőtt | Délután |
| --- | --- |
| - Kertváros - Sztárai Mihály út - Aidinger János út - Maléter Pál út - Siklósi út - Alsómalom utca - Rákóczi út - Szabadság út - Indóház tér - Vasút utca - Kálvin János utca - Siklósi út - II. János Pál út - Kertváros | - Kertváros - II. János Pál út - Siklósi út - Alsómalom utca - Rákóczi út - Szabadság út - Indóház tér - Vasút utca - Kálvin János utca - Siklósi út - Maléter Pál út - Aidinger János út - Sztárai Mihály út - Kertváros |

## Megállóhelyei (2006–2011)
| 107 (Kertváros → Árkád → Kertváros) |                |                      |                                              |                                            |
| Perc (délelőtt)                     | Perc (délután) | Megállóhely          | Átszállási kapcsolatok a járat megszűnésekor | Megjegyzés                                 |
| 0                                   | 0              | Kertváros végállomás |                                              | 2006-ig a Nevelési Központba érkezett      |
| 2                                   | ∫              | Sztárai Mihály út    |                                              | korábban Aidinger János út; csak 2002 óta  |
| 3                                   | ∫              | Aidinger János út    |                                              | korábban Lila ABC                          |
| 4                                   | ∫              | Maléter Pál út II.   |                                              | korábban Egri Gyula utca ill. Siklósi utca |
| 8                                   | ∫              | Bőrgyár              |                                              | csak 2006 óta                              |
| 10                                  | ∫              | Autóbusz-állomás     |                                              | korábban Rózsa Ferenc utca                 |
| 12                                  | 11             | Árkád                |                                              | korábban Konzum Áruház                     |
| 14                                  | 13             | Zsolnay-szobor       |                                              |                                            |
| 16                                  | 15             | Főpályaudvar         |                                              | délelőtt csak 2002 óta                     |
| ∫                                   | 17             | Bőrgyár              |                                              | csak 2002 óta                              |
| ∫                                   | 22             | Maléter Pál út II.   |                                              | korábban Egri Gyula utca ill. Siklósi utca |
| ∫                                   | 24             | Aidinger János út    |                                              | korábban Lila ABC                          |
| ∫                                   | 25             | Sztárai Mihály út    |                                              | korábban Aidinger János út; csak 1997 óta  |
| 27                                  | 27             | Kertváros végállomás |                                              | 2006-ig a Nevelési Központba érkezett      |

## Indításszám
A járat csak tanévben és csak munkanapokon közlekedett.
- 1987: délelőtt 10, délután 9
- 1992–94: délelőtt 8, délután 5
- 1995–97: délelőtt nem közlekedett, délután 5
- 2002: délelőtt 10, délután 15
- 2006: délelőtt 7, délután 11
- 2010: délelőtt 2, délután nem közlekedett

## Hasznos linkek
- A PK Zrt. hivatalos oldala Archiválva 2013. március 21-i dátummal a Wayback Machine-ben